# Ioan Hristea
Ioan L. Hristea (n. 17 martie 1897, în satul Chițcani, comuna Puntișeni, județul Tutova, (acum comuna Costești, județul Vaslui) - d. 1 martie 1974, Sibiu) a fost un ofițer român, care a luptat în cel de-al doilea război mondial pe frontul antisovietic, fiind decorat cu Ordinul militar german "Crucea de cavaler a Crucii de Fier". Ulterior a fost înaintat la gradul de general de divizie în rezervă.

## Biografie
Ioan L. Hristea s-a născut la data de 17 martie 1897, în satul Chițcani comuna Puntișeni, județul Tutova, (acum comuna Costești județul Vaslui), fiind fiul lui Lazar Hristea arendaș al moșiei Chițcani. A urmat cursurile Școlii de Ofițeri de Cavalerie în perioada 1914-1916, fiind repartizat cu gradul de sublocotenent în Regimentul 2 Roșiori. Cu acest regiment de roșiori, devenit celebru, a participat la bătălia de la Magyarpost din 29 septembrie 1916, când Divizia a 2-a cavalerie a oprit, în primă instanță înaintarea unei puternice grupări de forțe inamice prin pasul Oituz, fiind rănit, iar la 16 noiembrie 1916, orele 9.30 dimineața, a luat parte din proprie inițiativă (venea din recunoaștere) la celebra Șarjă de la Prunaru a Regimentului 2 Roșiori sub comanda colonelului Naumescu Gheorghe. Aici își lasă un camarad grav rănit (plutonierul Chițan) în grija unei sătence, ca mai târziu, acesta, după multe peripeții (printre care și o evadare spectaculoasă din prizonieratul german) ajunge la regimentul său, dincolo de linia de demarcație, spre bucuria tuturor, dar mai ales a prietenului său bun, lt. Hristea.
În anul 1917 a fost avansat la gradul de locotenent, iar în 1920 a devenit căpitan. A participat la toate acțiunile Regimentului 2 Roșiori din campaniile anilor 1917, 1918 (Basarabia), 1919 (Ungaria), ajungând, apoi, în regiment, prin anii 30 ai secolului XX, în poziția de ajutor (locțiitor) al comandantului.
A fost decorat pe 17 octombrie 1941 cu Ordinul „Mihai Viteazul” cl. III-a „pentru bravura, curajul și hotărîrea cu care și-a îndeplinit toate misiunile ce i-au revenit dela începutul campaniei și în special pentru modul impetuos cum a executat atacul său la Hotin”.
În anul 1942 a fost înaintat la gradul de colonel. Colonelul Ioan L. Hristea a comandat faimosul Regiment 2 Călărași „General David Praporgescu". În timpul Bătăliei de la Stalingrad, Regimentul 2 Cavalerie Călărași a apărat o breșă de 80 km a frontului pentru a salva retragerea Armatei a 4-a Române.
Evocat în memoriile generalului (ret.) Mircea Tomescu ,
Ioan Hristea este prezentat astfel,
| “ | În mod incredibil, Hristea a apărat acest sector împotriva atacurilor Armatei Sovietice timp de aproape o lună înainte de a fi forțat să se retragă. Hristea însuși a suferit răni grave în timp ce și-a condus trupele împotriva dispozitivelor armate grele sovietice, trăgând într-un moment chiar el cu pistolul împotriva unui tanc KV-1. Foarte iubit de toți (îl alintau „tătuța”), cu brațul smuls în urma unei rafale trasă de un tanc sovietic, este îngropat în zăpadă de un sergent destoinic, ca mai apoi, după ce bătălia se consumase, acesta, cu o căruță, să treacă liniile inamice și să-și găsească (încă viu, deși înghețat!) comandantul. Dovadă de camaraderie și de jertfă a soldatului român, indiferent de grad... Pentru eroismul său dovedit în apărarea breșei în frontul germano-sovietic, la 28 martie 1943, a fost decorat cu Ordinul militar german "Crucea de cavaler a Crucii de Fier", fiind unul dintre cei 18 militari români care au primit acest înalt ordin german. Este o dovadă a destoiniciei militare și modestiei românești, ... | ” |

Ulterior a primit gradul de general de divizie în rezervă. 
Generalul de divizie Ioan Hristea a fost trecut în cadrul disponibil la 9 august 1946, în baza legii nr. 433 din 1946, și apoi, din oficiu, în poziția de rezervă la 9 august 1947.
A încetat din viață la data de1 martie 1974 în municipiul Sibiu.

## Decorații
- Ordinul Militar „Mihai Viteazul” clasa III-a (17 octombrie 1941)[1]
- Crucea de Fier (1939) cl. I și a II-a
- Crucea de Cavaler a Crucii de Fier - 28 martie 1943

## Vezi și
- Lista militarilor români decorați cu Ordinul Crucea de Fier